# Wipeout 2048
Wipeout 2048 es un videojuego de carreras en el que los jugadores pilotan naves antigravitantes alrededor de pistas de carreras futuristas. Fue desarrollado por Sony Studio Liverpool y publicado por Sony Computer Entertainment. Un título de lanzamiento para PlayStation Vita, el juego se lanzó el 19 de enero de 2012 en Japón y el 22 de febrero en Europa y América del Norte. Es la novena entrega de la serie Wipeout y el último juego desarrollado por Studio Liverpool antes de su cierre en agosto de 2012. Wipeout 2048 es una precuela del primer juego de la serie, y se desarrolla en los años 2048, 2049 y 2050.
El juego fue diseñado como un banco de pruebas para la PlayStation Vita. Durante el desarrollo, el personal de Studio Liverpool envió comentarios a Sony sobre aspectos del juego que podrían afectar el diseño de la nueva consola. Las ideas que incluyen un dispositivo de pantalla táctil trasera y dos sticks analógicos separados, que no fueron concebidos originalmente por Sony, finalmente llegaron a la consola.
Wipeout 2048 conserva algunos aspectos técnicos de su predecesor, Wipeout HD, incluido el contenido descargable, el modo multijugador en línea y el juego multiplataforma con los propietarios de PlayStation 3 de Wipeout HD. El juego recibió críticas principalmente positivas. Los críticos coincidieron en que sus gráficos y visuales mostraron el poder de la entonces nueva PlayStation Vita, pero criticaron su largo tiempo de carga y otros problemas técnicos.

## Jugabilidad
Wipeout 2048 es un juego de carreras que involucra a jugadores que pilotan naves antigravitacionales a través de una variedad de escenarios. Establecida principalmente en el año 2048, es una precuela de la primera entrega de la serie Wipeout; aún no se han construido pistas de carreras dedicadas, y las carreras se realizan en las calles de la ciudad. El juego para un solo jugador avanza a lo largo de los primeros tres años, 2048, 2049 y 2050, del AGRC (Campeonato de carreras contra la gravedad). El juego tiene cuatro tipos de naves: naves de velocidad, naves de agilidad, luchadores y prototipos. Las naves de velocidad (ligeras, vehículos tipo Fórmula 1 que enfatizan la aceleración y el impulso) se usan principalmente para carreras orientadas a la velocidad, como las pruebas de tiempo. Las naves de agilidad, similares a los coches de rally, han aumentado la maniobrabilidad y el manejo; las naves de combate son naves fuertemente blindadas que sacrifican la velocidad por el poder de combate.
Se pueden recoger numerosas armas durante una carrera volando sobre plataformas de armas de diferentes colores. Las almohadillas amarillas equipan al jugador con armamento ofensivo para destruir a otros corredores y las almohadillas verdes proporcionan armas defensivas como minas, escudos y refuerzos de velocidad. Los modos de juego transmitidos desde Wipeout HD incluyen carreras uno a uno, torneos, pruebas de tiempo, vueltas de velocidad y modo de zona. El último modo gira en torno a la supervivencia, ya que la nave del jugador acelera automáticamente a velocidades extremas.
El modo multijugador en línea tiene las mismas carreras y modos que un solo jugador. El juego presenta carreras en línea multiplataforma, lo que permite a los jugadores de la versión PlayStation 3 de Wipeout HD Fury reproducir las pistas de Fury con la consola portátil. El juego también cuenta con contenido descargable (DLC), con dos DLC que ofrecen doce pistas y doce naves cada una para el juego cruzado.

## Desarrollo

### Concepto
Wipeout 2048 fue desarrollado por Sony Studio Liverpool, conocido como Psygnosis durante el desarrollo de los primeros juegos de Wipeout. El director técnico de Studio Liverpool, Stuart Lovegrove, afirmó que el juego se desarrolló en paralelo con la PlayStation Vita y fue un banco de pruebas para la consola. Lovegrove era consciente de que el próximo juego de Wipeout sería un título de lanzamiento, y dijo que era algo que Studio Liverpool había hecho antes. Chris Roberts, el director de gráficos, herramientas y tecnologías del juego, dijo que Sony Computer Entertainment involucró al estudio Liverpudlian al principio del desarrollo de la PlayStation Vita y tuvo una "idea bastante buena" de la capacidad de la consola. Jon Eggleton, exartista sénior de la serie Wipeout, dijo en una entrevista que Studio Liverpool influyó en el diseño de Vita. Cuando el personal recibió kits de desarrollo para lo que se denominó un "portátil de próxima generación", se formó un grupo para intercambiar ideas sobre los detalles del hardware; Las propuestas incluyeron un dispositivo de pantalla táctil, aún no concebido por Sony. Eggleton especuló que la consola fue lanzada con dos sticks analógicos solo porque "Studio Liverpool dijo que necesitaba dos sticks". Durante el desarrollo temprano de Wipeout 2048 y la PlayStation Vita, el estudio proporcionó a Sony información sobre el hardware y las bibliotecas y envió un código de aplicación actualizado al personal de firmware de Sony para probar sus compiladores. Tanto Lovegrove como Roberts quedaron impresionados con la simplicidad del firmware de Vita, en contraste con la arquitectura de la PlayStation 3.

### Diseño
El equipo de desarrollo reconoció las diferencias entre crear un juego para la PlayStation Vita y la PlayStation 3. Lovegrove dijo que diseñar el juego para la pantalla más pequeña de la Vita hizo que el desarrollo fuera más fácil, aliviando los "viejos problemas" con el diseño de un juego diseñado para una pantalla HD , pero el estudio tenía que asegurarse de que el juego podía ejecutarse en cualquier resolución. Roberts estuvo de acuerdo y dijo que "era [menos] un dolor de cabeza para los artistas" que querían modificar los efectos de iluminación. Al preguntarle sobre las principales diferencias entre la unidad de procesamiento de gráficos RSX Reality Synthesizer (GPU) de PlayStation 3 y la arquitectura ARM de PlayStation Vita, Roberts dijo que la diferencia "más obvia" era la falta de unidades de procesamiento de flujo (SPU) de Vita. Dijo que la mayoría de los códigos SPU de Wipeout HD se dirigían hacia el soporte de GPU, que incluía características como el corte de geometría, efectos de iluminación y renderización. Según Roberts, la arquitectura GPU y ARM de Vita eran más capaces y manejaban el Wipeout 2048 "muy bien". Lovegrove, que había trabajado con arquitectura ARM en la BBC Micro, dijo que el equipo no tenía que optimizar nada para lograr sus objetivos y que era agradable ver la misma arquitectura en el juego.

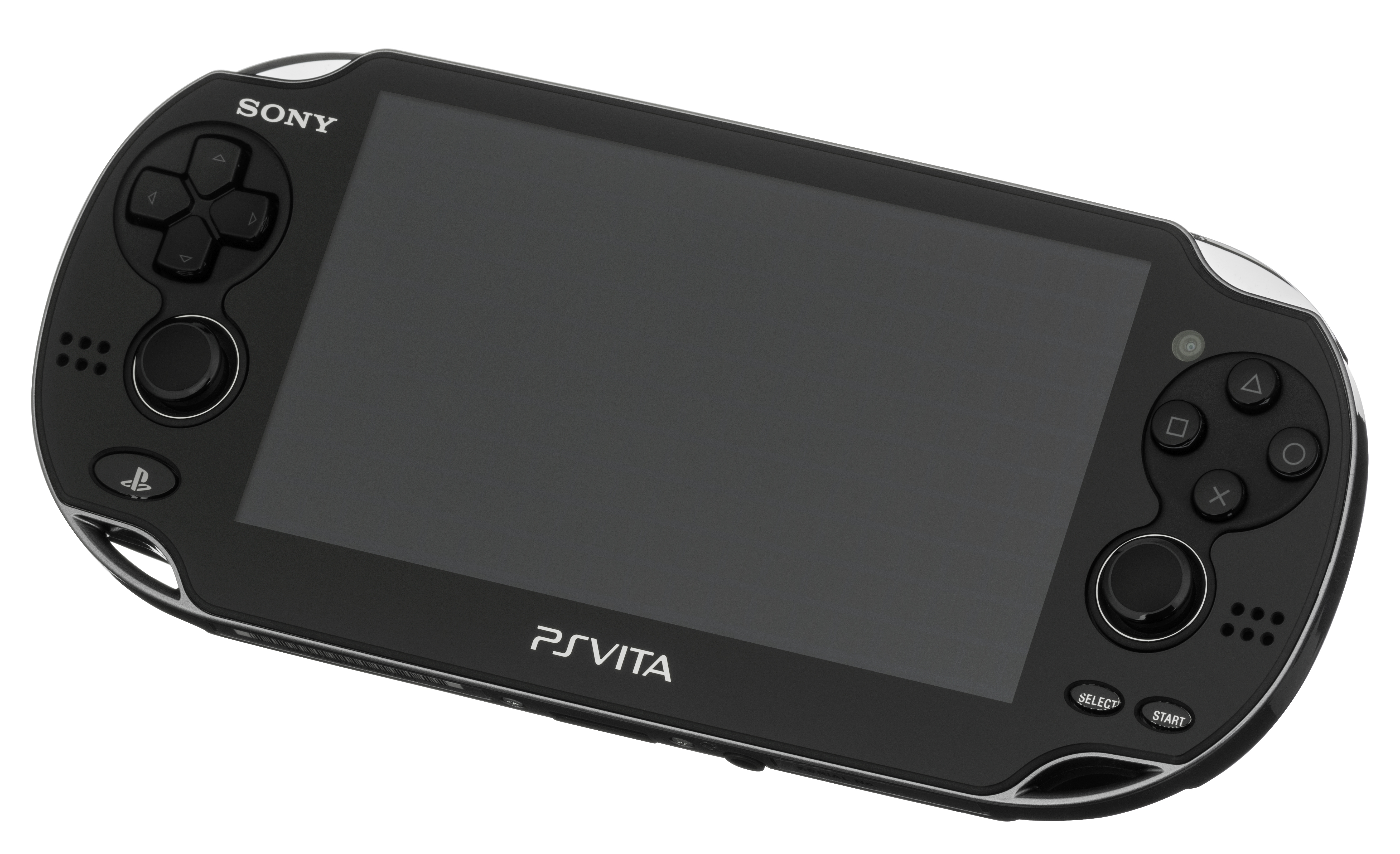
El desarrollo del juego influyó en el diseño de la consola PlayStation Vita (primera versión ilustrada).

Aunque Wipeout 2048 y Wipeout HD tienen un programa de sombreado compartido y no requirieron una nueva configuración de la arquitectura de Vita, Roberts dijo que se gastó una "gran cantidad" de tiempo y atención para ajustar los efectos de sombreado del juego para la GPU de Vita. Lovegrove pensó que el método de trabajar en una PlayStation 3 y su contraparte de mano era idéntico (un sentimiento generalmente compartido por el equipo), y Roberts dijo que las similitudes de los sistemas ayudaron al equipo a "moverse rápidamente". Roberts agregó que el sistema de iluminación del juego era idéntico al de Wipeout HD; Los dos juegos de los juegos compartieron iluminación basada en imágenes, con efectos de luces difusas y especulares combinados y el sistema de iluminación basado en vértices utilizado para armamento. Según Roberts, la principal diferencia entre los juegos era la utilización de los efectos de PlayStation Vita a través de la GPU; PlayStation 3 se basó en SPUs. El equipo decidió usar búferes de color suavizados para la representación de sombras en tiempo real, en lugar de búferes de profundidad. Esto le dio al juego mayores efectos de transparencia, ya que el costo de memoria del suavizado era de 8 bits por píxel; por lo tanto, 4x MSAA (multisample anti-aliasing) contenían la misma cantidad de memoria que un buffer de 32 bits de profundidad. Otra característica que Roberts consideró una mejora fue el mapeo de tonos (en parte debido a la compatibilidad superior de Vita con los formatos de búfer), lo que le dio a Wipeout 2048 un mejor control de exposición y efectos de floración.
Para adaptarse a la fidelidad visual del juego, el equipo se comprometió con la velocidad de cuadros. Roberts dijo que la decisión se tomó al principio del desarrollo, ya que inicialmente esperaban que la PlayStation Vita pudiera ejecutar los activos de PlayStation 3 a 30 Hz. El equipo utilizó el código existente de Wipeout HD como un "punto de partida" para hacer que el proceso de desarrollo sea más eficiente; Los equipos de arte y técnicos de Studio Liverpool trabajaron en paralelo. Lovegrove estuvo de acuerdo en que 30 cuadros por segundo siempre era el objetivo del juego, ya que el equipo quería priorizar la calidad visual. En una entrevista con Eurogamer, Roberts dijo que Studio Liverpool fue uno de los primeros desarrolladores en utilizar un framebuffer dinámico en la PlayStation 3: un algoritmo que reduce la resolución cuando el motor del juego está estresado, manteniendo el rendimiento y optimizando la velocidad de fotogramas. La técnica, conocida como aceleración de la resolución, se transfirió de Wipeout HD a Wipeout 2048: "Si no tienes tiempo para bloquear la velocidad de fotogramas y la resolución, todo el juego está restringido (gráficamente) por el peor escenario".
Wipeout 2048 se lanzó como un título de lanzamiento para PlayStation Vita a principios de 2012. En 2010, Sony Computer Entertainment reestructuró Studio Liverpool como parte de una "priorización de proyectos" de los activos globales de Sony, y varios de los próximos proyectos del estudio fueron cancelados. El 8 de agosto de 2012, Sony cerró oficialmente Studio Liverpool como parte de un esfuerzo por centrarse en planes de inversión alternativos. Al momento de su cierre, el estudio estaba trabajando en un título de Wipeout para PlayStation 4 y un juego al estilo Splinter Cell; el juego de Wipeout sin nombre había estado en desarrollo durante 12 a 18 meses.

## Recepción
Wipeout 2048 recibió revisiones generalmente positivas. Tiene un puntaje promedio de 79 por ciento en Metacritic, basado en un total de 63 revisiones, y fue el vigésimo juego de PlayStation Vita mejor clasificado de Metacritic en 2012. El juego fue nominado en la categoría Mejor juego portátil en los Golden Joystick Awards de 2012. Wipeout 2048 fue el segundo juego más vendido de PlayStation Vita en el momento de su lanzamiento en el Reino Unido, detrás de Uncharted: El abismo de oro.
Los críticos elogiaron los gráficos y visuales de Wipeout 2048, llamándolos un escaparate de la potencia de PlayStation Vita. Cam Shea de IGN disfrutó de los detalles y la profundidad del juego, pero cuestionó su diseño visual y dijo que los entornos más oscuros y los mundos abarrotados del juego hicieron que las pistas fueran ambiguas y menos legibles. Adam Goodall, de Gameplanet, calificó los gráficos de impresionantes y dijo que el juego tenía una declaración artística generalizada, algo que consideraba raro en los videojuegos (en particular los juegos de carreras). Según Mark Langshaw de Digital Spy y Kathryn Bailey de GamesRadar, los fondos del juego eran superiores a Wipeout HD; Langshaw dijo que mostraron la destreza gráfica de PlayStation Vita. David Meikleham, de la Revista Oficial de PlayStation, escribió que Wipeout 2048 "muestra de manera brillante" el nuevo hardware con sus atractivos efectos de iluminación, velocidad de fotogramas sólida y amplia gama de colores, y Dan Ryckert de Game Informer dijo que sus carreras de ritmo rápido "Haz un buen trabajo" para mostrar las capacidades gráficas de Vita. A Frédéric Goyon de Jeuxvideo.com le gustó la utilización del juego de la pantalla OLED de PlayStation Vita, aunque vio poca diferencia entre las mejoras gráficas de Wipeout 2048 y Wipeout HD. Según Goyon, el juego era "fluido en todas las circunstancias" y era esencialmente Wipeout HD en una pantalla más pequeña. Heath Hindman, de Game Revolution, dijo que aunque "realmente muestra" el poder gráfico de la PlayStation Vita (junto con Uncharted: Golden Abyss, otro título de lanzamiento), la distancia de visión del juego era limitada. El diseño de la pista de Wipeout 2048 fue ampliamente elogiado. Simon Parkin de The Guardian disfrutó de sus detalles de pista "totalmente contemporáneos" y su consistencia visual con las instalaciones anteriores, y Peter Willington de Pocket Gamer dijo que el diseño de la pista del juego es el mejor de la serie. Según Sebastian Haley de VentureBeat, Wipeout 2048 se habría beneficiado de un diseño de pista "ligeramente más valiente".
Willington notó que los elementos visuales del juego experimentaron aliasing, y Wipeout 2048 estaba "socavando el punto" de Wipeout HD (un título de PlayStation 3). Un crítico de Edge también dijo que sus visuales son menos emocionantes que la configuración de ciencia ficción típica de la serie Wipeout, señalando que Studio Liverpool "rebobina la línea de tiempo" a una configuración menos futurista y más relacionada. Martin Gaston de VideoGamer.com dijo que Wipeout 2048 presentaba un diseño estético diferente (no inferior) de los otros juegos debido a su configuración "más cercana a casa", cercana al futuro. Según Mark Walton, de GameSpot, las imágenes suaves y hermosas del juego le dieron al jugador una verdadera sensación de velocidad y brindaron vistas impresionantes, pero de alguna manera carecía de innovación. Paul Furfari de UGO disfrutó del estilo visual de Wipeout 2048, calificándolo como el único escaparate de la potencia pura de PlayStation Vita. Destacó la presentación visual similar a Tron del modo Zone y la velocidad de cuadros generalmente sólida del juego. Dale North de Destructoid dijo que la serie mostraba constantemente el sistema en el que fueron lanzados y Wipeout 2048 era un buen título de lanzamiento para la PlayStation Vita. North lo llamó un hermoso juego; "tan rápido y llamativo como sus predecesores", "realmente impresiona" en la pantalla de alta resolución de la PlayStation Vita y las naves y los fondos futuristas parecen "salir de la pantalla". Sebastian Haley de VentureBeat escribió que el juego se adhiere a los estándares visuales familiares y altos establecidos por las anteriores entregas de Wipeout.
Los críticos disfrutaron del uso del juego de las palancas de control analógicas de PlayStation Vita. Goyon, de Jeuxvideo.com, elogió la optimización del juego de las funciones del giroscopio y el touchpad de Vita y la extremadamente eficaz palanca analógica. Según Parkin, los impedimentos técnicos del juego lo convirtieron en una curva de aprendizaje para los desarrolladores; pensó que no pretendían reducir la maniobrabilidad del stick analógico de PlayStation Vita, en contraste con Wipeout HD. Mark Langshaw, de Digital Spy, encontró que el joystick analógico de PlayStation Vita era suave y sensible, aunque cuestionó su accesibilidad para los jugadores que no están familiarizados con la serie. Disfrutó el uso del juego del giroscopio y el panel táctil de la consola para maniobrar y recolectar power-ups, respectivamente, pero dijo que el panel táctil no tenía el mismo nivel de precisión que su alternativa física. El juego en general fue bien considerado, incluyendo su valor de repetición y dificultad equilibrada. Dan Ryckert de Game Informer consideró que el valor de repetición del juego era moderado; aunque su palo analógico hizo un "buen trabajo" para controlar los barcos, tenía una notable falta de tracción. Según Hindman, el juego se habría beneficiado de una configuración de control personalizable y las tres configuraciones predeterminadas prefabricadas no fueron satisfactorias. Willington citó a Wipeout 2048 como el mejor juego portátil de la serie y elogió sus estrictos controles y variedad de contenido.  El revisor de Edge elogió el modo multijugador y dijo que "agrega peso y valor al paquete" y le dio una perspectiva única al potencial en línea de Vita. Shea y Bailey notaron la reducida velocidad de cuadros del juego de 30 cuadros por segundo, un paso por debajo de los 60 cuadros tradicionales por segundo de la franquicia. Gerstmann pensó que la velocidad de fotogramas a veces afectaba el juego y la velocidad, pero el juego era en su mayoría estable. Ian Dransfield de Play elogió el valor de repetición del juego y las funciones multijugador: "Es el tipo de juego al que volverás". David Meikleham dijo que la dificultad equilibrada de Wipeout 2048 es excelente, y elogió su larga campaña como "sorprendentemente fuerte" y no como un "desperdiciado tiempo".

### Crítica de los tiempos de carga
Aunque su juego fue principalmente bien recibido, los largos tiempos de carga del juego fueron criticados. Jeff Gerstmann de Giant Bomb notó los problemas técnicos de Wipeout 2048, particularmente sus tiempos de carga. Cam Shea, de IGN, calificó los tiempos de carga de 30 segundos como frustrantes "cuando todo lo que quieres hacer es correr", y Adam Goodall de Gameplanet también describió los tiempos de carga largos como horribles, aunque sintió que no eran suficientes para hacer que el juego fuera un juego. fracaso y aseguró que la experiencia de juego en general fue "profundamente satisfactoria". Kathryn Bailey, de GamesRadar, dijo que el modo en línea del juego estaba bien ejecutado, era muy accesible y un "crédito para Wipeout". Ella dijo que su interfaz de usuario parecía limpia y brillante, y calificó el sistema de menú basado en pantalla táctil como "un placer para la vista". Simon Parkin, de The Guardian, criticó los prolongados tiempos de carga del juego; una pausa de al menos veinte segundos tuvo un efecto negativo en la era de "instalar juegos móviles en las plataformas rivales". Willington encontró que el tiempo de carga prolongado es un problema que plaga el juego, "totalmente en desacuerdo" con el ritmo normal del juego. Gaston dijo que los tiempos de carga eran "simplemente imperdonables"; rutinariamente esperó más de 50 segundos después de seleccionar una carrera para iniciarla, lo que minimizó la capacidad de jugar cómodamente "sobre la marcha". Walton también encontró los largos tiempos de carga irritantes en un juego portátil, y dijo que tener que esperar más de 40 segundos para comenzar una carrera fue mucho más largo de lo que debería haber sido. Aunque Furfari descubrió que el juego tuvo uno de los tiempos de carga más largos en la PlayStation Vita, no fue un factor decisivo y Wipeout 2048'" fue uno de los pocos títulos de carreras para la consola que recomendó. Aunque Haley notó los importantes tiempos de carga del juego, dijo que era una característica común en los títulos de lanzamiento de PlayStation Vita.